# كناري ليموني الجؤجؤ
كناري ليموني الجؤجؤ أو رقاح ليموني الصدر أو آكل البذور ليموني الجؤجؤ (الاسم العلمي Crithagra citrinipectus)، طائر من الرقاح وفصيلة الشرشوريات. مواطنه، مالاوي، موزمبيق، جنوب أفريقيا، زامبيا، وزيمبابوي. موائله الطبيعية هي السافانا الجافة، والشجيرات الجافة الشبه الاستوائية أو الاستوائية، والحدائق الريفية.

## وصلات خارجية
- Lemon-breasted canary - Species text in The Atlas of Southern African Birds.